# Walerà I d'Arlon
Walerà I d'Arlon fou comte d'Arlon, el primer comte conegut al segle xi, si bé hi havia hagut altres comtes abans.
Estava casat amb Adelaida de Lotaríngia filla del duc Thierry I d'Alta Lotaríngia (vers 965 † 1026, duc 984-1026) i de Riquilda. La seva esposa és esmentada al Chronicon Sancti Huberti com Adeladis comitissa Araeleonis i filla del ducis Theoderici, però no s'esmenta al seu marit. La Gesta Treverorum parla de la comitissa de castello…Aralunæ, mater comitum Walrammi et Folconis, marito suo defuncto, astipulantibus filiis et filiabus suis el 1032 (per tant en aquesta data Walerà ja havia mort i havia deixat dos fills, Walera II d'Arlon i Folc. L'arquebisbe Eberard de Trèveris cita en cartes del 1052 i 1053 passades donacions de Walera I ("comite Walrammo de Arlo et uxore ipsius Adelheide") que en el cas de la de 1053 foren confirmades pel seu fill.